# 墨田区立図書館
墨田区立図書館（すみだくりつとしょかん）は、東京都墨田区が設立・運営する公共図書館の総称および組織名。

## 歴史

### 東京市立図書館から東京都立図書館（1911-1951）
現在の墨田区における最初の図書館は、1911年（明治44年）に設立された東京市立本所簡易図書館である。その後1914年（大正3年）には東京市立中和図書館が開館した。これらの図書館は小学校内に設立されている。中和図書館は、1914年（大正3年）に館外貸出（帯出）サービスを開始し、1921年（大正10年）には児童図書の貸出を始めた。
1923年（大正12年）、関東大震災により東京市立図書館のうち、本所図書館・中和図書館を含む12館は全焼し、本所図書館は6051冊、中和図書館は4922冊が消失している。しかし、同年の11月には中和図書館が復旧したバラック校舎の一角にて再開し、1924年（大正13年）6月には本所図書館が本所区太平町で再開した。
1924年（大正14年）、東京市が実施した第2回読書週間において、本所図書館では民俗学者の柳田國男が「市民の読書に就て」と題した講演を行なっている。
その後、本所図書館は1928年（昭和3年）7月に法恩寺境内に移転し館外閲覧のみ行なっていたが、同年12月には新館が落成したため移転し館内閲覧も行うようになった。利用者増と老朽化などにより1935年（昭和11年）には改築したが、児童室を除いて有料と変更したため、利用者が減少した。
中和図書館は、教室不足などにより他の小学校に移転せざるを得ず、1930年（昭和5年）4月に本所区東駒形の明徳小学校内に移転し開館、同年10月に所在地にちなんで東京市立東駒形図書館と改称した。
これまでの2館は本所区に開館していたが、墨田区北部にあたる旧向島区に初めて開館したのは1929年（昭和4年）の寺島町立図書館である。この図書館は1928年（昭和3年）11月に行われた昭和天皇即位の儀（御大典）の記念事業として計画された。
寺島図書館の設立にあたっては、当時の東京府立第七中学校（墨田川高等学校）が深く関わっており、計画当初では設置は寺島町が行い運営には府立七中校友会が当たるとされていてた。
1932年（昭和7年）、東京市の市域拡張により向島区ができ寺島町立図書館は東京市に移管され東京市立寺島図書館となった。
1943年（昭和18年）7月1日、東京都制が施行され、それまでの東京市立図書館はすベて東京都立図書館となった。1945年（昭和20年）3月10日の東京大空襲により、本所図書館・中和図書館が焼失し、同年5月25日の空襲により寺島図書館が全焼した。その後1951年（昭和26年）まで墨田区内に公立図書館は存在していなかった。

### 墨田区立図書館（1952-）
1951年（昭和26年）7月、都立日比谷図書館寺島分館が設置された。資料の購入や分類などは全て東京都の管理下で行われており、館長には当時日比谷図書館管理課長であった青木義雄が就任した。その後、11月27日に墨田区に移管され、1952年（昭和27年）2月1日に寺島図書館として開館した。開館に先立ち同年1月24日には開館式が開かれ、初代の館長として都立の分館時と同様に青木義雄が就いた。
墨田区議会では、1951年12月26日に「東京都墨田区立寺島図書館条例」を議決し翌27日公布、28日に施行されており、そこでは図書館の位置を寺島町1丁目150番地と定めている。また、閲覧及び貸出時間を9時から21時までとしていたが、実際には18時までの開館であった。

## 施設

### 墨田区立ひきふね図書館

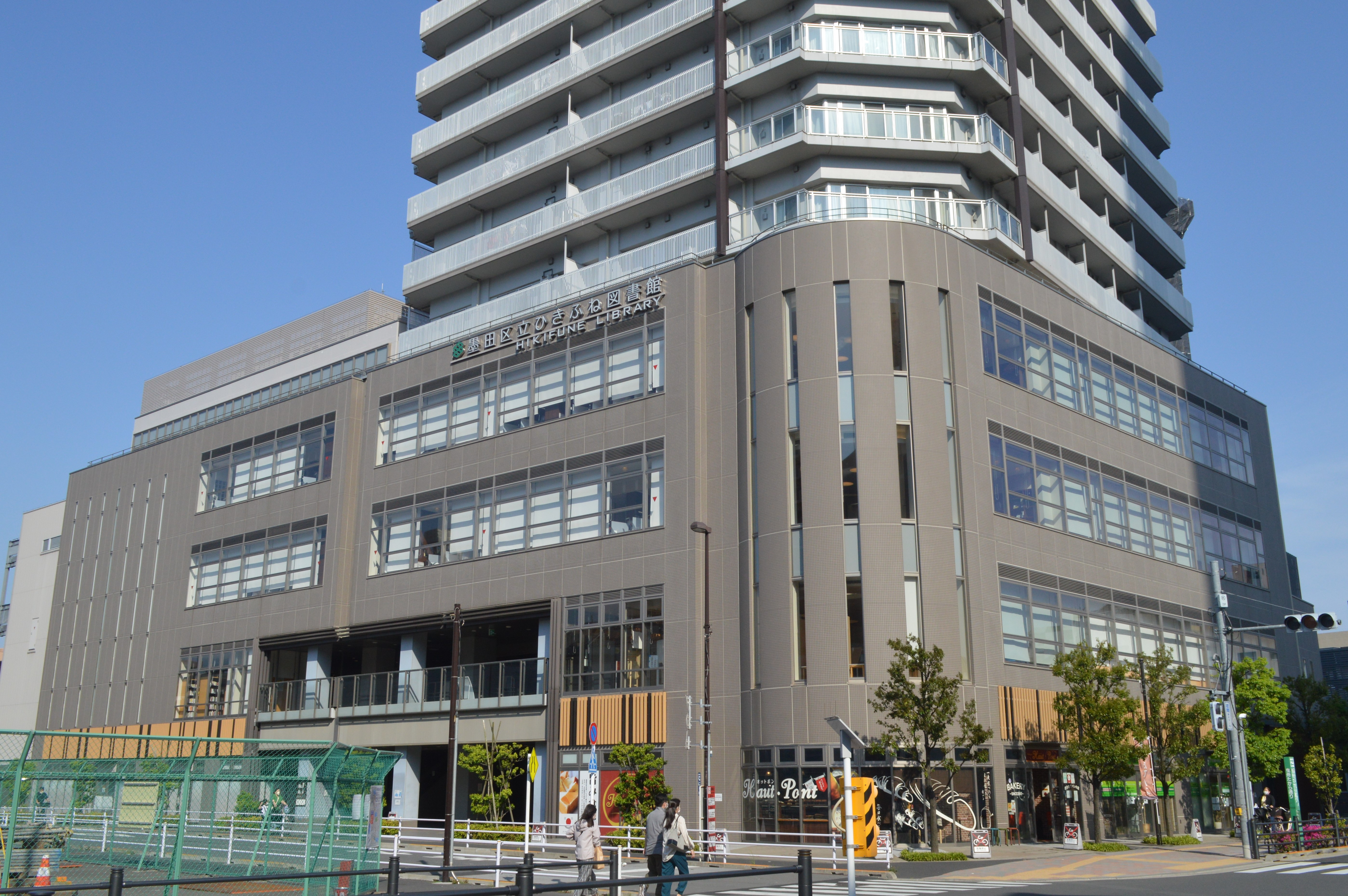
ひきふね図書館が入るマークフロントタワー曳舟

墨田区立図書館の中央図書館として構想され、旧来の中心館とされていたあずま図書館と老朽化していた寺島図書館を統合して設置された図書館である。マークフロントタワー曳舟の2階から5階に設けられている。一部予約・事前指定制の学習席・閲覧席や、バリアフリー対応設備、児童書を扱う「こどもとしょかん」を備える。
2013年（平成25年）の開館に合わせ、「墨田区新図書館開館プロジェクトリーダー養成講座」の修了生がイベントボランティア「墨田区ひきふね図書館パートナーズ」を立ち上げ、「ハーバード・ビジネス・レビュー読書会」、「ひきふね寄席」、「シャーロック・ホームズ講演会」、「アロマバスボム作り」、「起業・創業セミナー」など、年間50回ほどイベントを企画・実行している。2016年（平成28年）9月1日には、ぬいぐるみお泊まり会の事前準備や開催方法などについてまとめたマニュアルをFacebookで公開した。
- 所在地　東京都墨田区京島1丁目36番5号[27]
- 開設　2013年（平成25年）4月1日[27]
- 面積　3,393平方メートル[27]
- 所蔵冊数　352,361冊[2]
- 貸出者数　258,245人[2]

### 墨田区立緑図書館

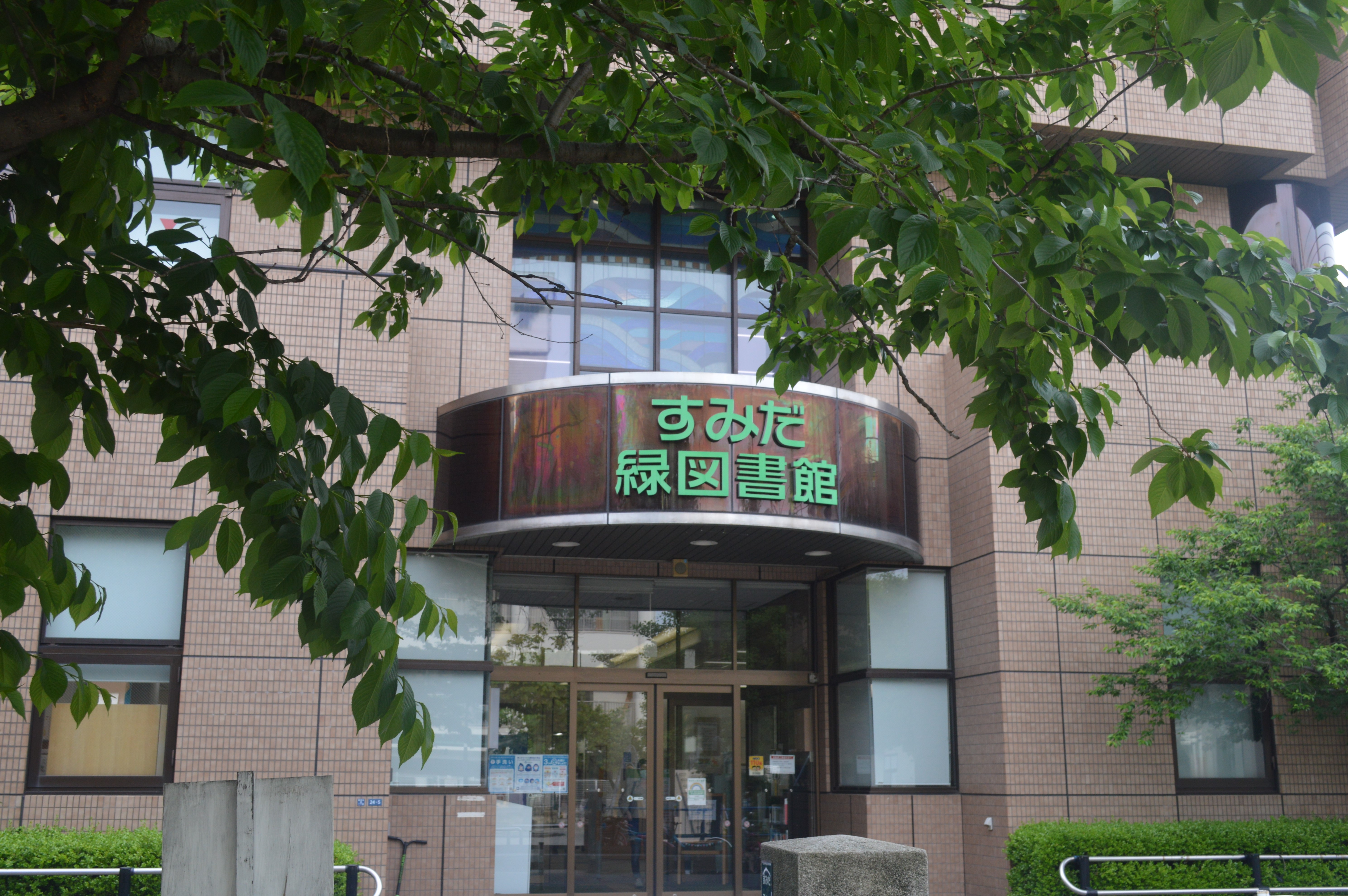
緑図書館

ひきふね図書館に次ぐ規模の図書館であり、墨田区南部で最大の図書館である。
前身である区立寺島図書館緑分館は、1954年（昭和29年）5月に墨田区立緑小学校の1階部分3教室を使い開館した。1957年（昭和32年）墨田区制10周年を記念し、緑2丁目に開館。鉄筋コンクリート造り2階建て、敷地面積は702平方メートル、座席数230と都内有数の大型館であった。そのため、墨田区立図書館の中心館的機能は緑図書館に移管され館長の青木も緑図書館に異動している。この異動によって「一年以上の経験を有する司書、一年以上の経験を有する館長」という館長の資格要件をうたった庶務規定を改正された。
現在の建物は、1990年（平成2年）10月2日に改築・再開館しており、墨田区立緑町公園の近傍にあり、3階建ての独立した建物に設置されている。それまでは向かいの現在のこひつじ保育園の位置に設置されていた。
- 所在地　東京都墨田区緑2丁目24番5号
- 開設　1957年（昭和32年）12月17日[27]
- 敷地面積　677平方メートル[27]
- 建物面積　1,557平方メートル[27]
- 所蔵冊数　125,197冊[2]
- 貸出者数　179,134人[2]

### 墨田区立立花図書館
1980年（昭和55年）6月、吾嬬製鋼跡地に建設された都営立花住宅1階に開館。開館当時は分館として設置することも考えられていたが、１キロ圏内にあずま図書館があったことから、子どもや婦人を対象とし17時までの開館時間で設置された。
- 所在地　東京都墨田区立花6丁目8番1-101号[27]
- 開設　1980年（昭和55年）6月18日[27]
- 面積　756平方メートル[27]
- 所蔵冊数　67,902冊[2]
- 貸出者数　52,894人[2]

### 墨田区立八広図書館
1980年（昭和55年）10月、みつわ石鹸跡地に建てられた都営八広五丁目アパート1階に設置され、集会施設を持った図書館である。区内初の電算導入館として開館した。
- 所在地　東京都墨田区八広5丁目10番1-104号[27]
- 開設　1980年（昭和55年）10月1日[27]
- 面積　1,007平方メートル[27]
- 所蔵冊数　75,907冊[2]
- 貸出者数　50,887人[2]

### 墨田区立東駒形コミュニティ会館図書室
東駒形コミュニティ会館の1階及び2階に設置されている図書室である。
- 所在地　東京都墨田区東駒形4丁目14番1号[27]
- 開設　1982年（昭和57年）10月1日[27]
- 面積　611平方メートル[27]
- 所蔵冊数　80,400冊[2]
- 貸出者数　64,233人[2]
- 指定管理者は東駒形TRC賀川記念館グループ（図書館流通センター、一般財団法人本所賀川記念館、TRCファシリティーズ）である。

### 墨田区立梅若橋コミュニティ会館図書室
梅若橋コミュニティ会館（鉄骨鉄筋コンクリート造2階建て）の1階に設置されている図書室である。
- 所在地　東京都墨田区堤通2丁目9番1号[27]
- 開設　1988年（昭和63年）10月1日[27]
- 面積　544平方メートル[27]
- 所蔵冊数　78,087冊[2]
- 貸出者数　42,932人[2]
- 指定管理者は梅若橋あすのすみだ（図書館流通センター、小学館集英社プロダクション、TRCファシリティーズ）である。

### 墨田区立横川コミュニティ会館図書室
横川コミュニティ会館は都営横川五丁目第二アパート（鉄骨鉄筋コンクリート造、18階建て）の1階から4階に設置されており、図書室は2階に設置されている。
- 所在地　東京都墨田区横川5丁目9番1号[27]
- 開設　1996年（平成7年）10月1日
- 面積　710平方メートル[27]
- 所蔵冊数　99,011冊[2]
- 貸出者数　76,708人[2]
- 指定管理者はソシオーク・テルウェル・東武ビルマネジメント共同企業体（明日葉、テルウェル東日本、東武ビルマネジメント）である。

### 閉館した図書館
墨田区立ひきふね図書館新設の際に、以下の二つの図書館を閉鎖して統合している
- 墨田区立あずま図書館 - 東京都墨田区文花1-19-1（すみだ中小企業センター3階）[35]
  - 開設　1962年（昭和37年）9月11日[35]
  - 面積　1,896平方メートル[35]
- 墨田区立寺島図書館 - 東京都墨田区東向島3-34-4[35]
  - 開設　1952年（昭和27年）2月1日[1][22]
    - なお、1929年（昭和4年）に寺島町図書館が開館しており、それが墨田区立寺島図書館の前身である。

  - 敷地面積　604平方メートル[35]
  - 建物面積　1,074平方メートル[35]
    - 1929年（昭和4年）　寺島町立図書館として開設。[36]
    - 1952年（昭和27年）　改築[36]
    - 1965年（昭和40年）　移転の上、改築[36]。

## サービス
図書館の入館や利用は誰でも可能であるが、館外貸出には利用登録並びに共通利用カードの作成が必要となる。登録が可能なのは、墨田区の在住、在勤、在学者である。なお、近隣の中央・台東・江東・荒川・足立・葛飾・江戸川区の在住者も登録できる。
また、レファレンスサービス、団体貸出サービス、障がい者向けサービスのサービスを行っている。
各館の開館時間は、以下のとおりである。なお、休館日は共通で、第3木曜日、年末年始期間（12月29日 - 1月4日）及び特別整理期間である。
ひきふね図書館
- 月曜～土曜：午前9時 - 午後9時
- 日曜・休日：午前9時 - 午後5時

そのほか図書館、図書室
- 月曜～土曜：午前9時 - 午後8時
- 日曜・休日：午前9時 - 午後5時

館外貸出
- 図書 - 20冊以内
- CD、カセットテープ - 10点以内
- ビデオ、DVD - 2点以内
  - 返却期限はすべて2週間以内である。